# ОШ „Владислав Петковић Дис” Заблаће
ОШ „Владислав Петковић Дис” Заблаће, насељеном месту на територији града Чачка, основана је 1805. године. Школа, од 1963. године, носи назив по Владиславу Петковићу Дису, српском песнику, родом из овог села.
Прва школа је почела са радом почетком 19. века, да би прва зграда наменски зидана за школу подигнута 1904. године. У току ратова школа је паљена и уништавана, али и обнављана. Данас је стара школска зграда под заштитом државе као споменик културе. Нова школска зграда је саграђена 1975. године, са савременим учионицана, библиотеком и канцеларијом наставног особља.
Данас школа поред матичне школе, има у саставу шест издвојених одељења и то у Виљуши, Јежевици и Рајцу.